# Dammarie-sur-Saulx
 Dammarie-sur-Saulx  es una población y comuna francesa, en la región de Lorena, departamento de Mosa, en el distrito de Bar-le-Duc y cantón de Montiers-sur-Saulx.

## Demografía
| 513 | 481 | 471 | 502 | 512 | 403 |
| Para los censos de 1962 a 1999 la población legal corresponde a la población sin duplicidades (Fuente: INSEE [Consultar]) |     |     |     |     |     |